# Mistrzostwa Europy w Short Tracku 2011
Mistrzostwa Europy w Short Tracku 2011 – 15. edycja mistrzostw Europy w short tracku, która odbyła się w holenderskim Heerenveen, w dniach 14–16 stycznia 2011.

## Reprezentacja Polski[1]

### kobiety
- Paula Bzura – 15. (500 m), 12. (1000 m), 11. (1500 m), 13. (wielobój)
- Patrycja Maliszewska – srebrny medal (500 m), 11. (1000 m), 14. (1500 m), 7. (3000 m), 6. (wielobój)
- Agnieszka Tawrel – 25. (500 m), 31. (1000 m), 23. (1500 m), 27. (wielobój)
- Anna Romanowicz
- Agnieszka Olechnicka
  - sztafeta (Bzura, Maliszewska, Romanowicz, Tawrel) – 5.

### mężczyźni
- Adam Filipowicz – 25. (500 m), 20. (1000 m), 25. (1500 m), 20. (wielobój)
- Bartosz Konopko – 9. (500 m), 38. (1000 m), 6. (1500 m), 6. (3000 m), 7. (wielobój)
- Dariusz Kulesza
- Sebastian Kłosiński
- Marcin Makarczuk-Jackowski
  - sztafeta (Filipowicz, Kłosiński, Konopko, Kulesza) – zdyskwalifikowana w eliminacjach

## Klasyfikacja medalowa
| Miejsce | Państwo         | Złoto | Srebro | Brąz | Razem |
| ------- | --------------- | ----- | ------ | ---- | ----- |
| 1       | Włochy          | 5     | 0      | 2    | 7     |
| 2       | Francja         | 5     | 0      | 0    | 5     |
| 3       | Holandia        | 2     | 1      | 2    | 5     |
| 4       | Węgry           | 0     | 3      | 2    | 5     |
| 5       | Łotwa           | 0     | 2      | 1    | 3     |
| 5       | Rosja           | 0     | 2      | 1    | 3     |
| 7       | Wielka Brytania | 0     | 1      | 2    | 3     |
| 8       | Austria         | 0     | 1      | 1    | 1     |
| 9       | Czechy          | 0     | 1      | 0    | 1     |
| 9       | Polska          | 0     | 1      | 0    | 1     |
| 11      | Bułgaria        | 0     | 0      | 1    | 1     |
| Razem   | Razem           | 12    | 12     | 12   | 36    |

## Medale
| Konkurencja | Złoto                                                                                | Srebro                                                                                     | Brąz                                                                          |
| Mężczyźni   |                                                                                      |                                                                                            |                                                                               |
| 500 metrów  | Thibaut Fauconnet · Francja                                                          | Jack Whelbourne · Wielka Brytania                                                          | Haralds Silovs · Łotwa                                                        |
| 1000 metrów | Thibaut Fauconnet · Francja                                                          | Haralds Silovs · Łotwa                                                                     | Jack Whelbourne · Wielka Brytania                                             |
| 1500 metrów | Thibaut Fauconnet · Francja                                                          | Sjinkie Knegt · Holandia                                                                   | Rusłan Zacharow · Rosja                                                       |
| 5000 metrów | Thibaut Fauconnet · Francja                                                          | Rusłan Zacharow · Rosja                                                                    | Sjinkie Knegt · Holandia                                                      |
| Sztafeta    | Holandia · Daan Breeuwsma · Niels Kerstholt · Sjinkie Knegt · Freek van der Wart     | Rosja · Siemion Jelistratow · Władimir Grigorjew · Jewgienij Kozulin · Siergiej Prankewicz | Wielka Brytania · Anthony Douglas · Jon Eley · Paul Stanley · Jack Whelbourne |
| Wielobój    | Thibaut Fauconnet · Francja                                                          | Haralds Silovs · Łotwa                                                                     | Sjinkie Knegt · Holandia                                                      |
| Kobiety     |                                                                                      |                                                                                            |                                                                               |
| 500 metrów  | Martina Valcepina · Włochy                                                           | Patrycja Maliszewska · Polska                                                              | Bernadett Heidum · Węgry                                                      |
| 1000 metrów | Arianna Fontana · Włochy                                                             | Bernadett Heidum · Węgry                                                                   | Marina Georgiewa-Nikołowa · Bułgaria                                          |
| 1500 metrów | Arianna Fontana · Włochy                                                             | Veronika Windisch · Austria                                                                | Erika Huszár · Węgry                                                          |
| 3000 metrów | Arianna Fontana · Włochy                                                             | Kateřina Novotná · Czechy                                                                  | Veronika Windisch · Austria                                                   |
| Sztafeta    | Holandia · Annita van Doorn · Sanne van Kerkhof · Yara van Kerkhof · Jorien ter Mors | Węgry · Rózsa Darázs · Bernadett Heidum · Erika Huszár · Szandra Lajtos                    | Włochy · Arianna Fontana · Lucia Peretti · Martina Valcepina · Elena Viviani  |
| Wielobój    | Arianna Fontana · Włochy                                                             | Bernadett Heidum · Węgry                                                                   | Martina Valcepina · Włochy                                                    |